# ایگوس-مورتس
ایگوس-مورتس (به فرانسوی: Aigues-Mortes) یک کامین در فرانسه است که در Canton of Aigues-Mortes واقع شده‌است.

## خصوصیات
ایگوس-مورتس ۵۷٫۷۸ کیلومترمربع مساحت و ۸٬۳۴۱ نفر جمعیت دارد و ۱ متر بالاتر از سطح دریا واقع شده‌است.